# Йота-
 Тази статия е за десетичната представка.  За гръцката буква вижте Йота.  
йота (от старогръцки: ὀκτώ – осем) е десетична представка от система SI. Като представка от SI е приета на XIX Генерална конференция по мерки и теглилки през 1991 г.. Означава се с Y и означава умножение с 1024 (1 000 000 000 000 000 000 000 000, септилион).
Например:
Масата на земята е 5973,6 Yg = 5973,6 × 1024 g = 5 973 600 000 000 000 000 000 000 000 g